# 일본의 연합국 전쟁 포로
제2차 세계대전 당시 연합국 전쟁 포로(영국에서는 극동 전쟁 포로, FEPOW라고도 함(p. 4))는 다음과 같이 알려져 있다. 일본군 포로들은 강제 노동, 심각한 영양실조, 질병, 신체적 학대, 대량 처형 등 극심한 학대에 시달렸다. 일본 제국군은 포로의 인도적 처우에 관한 국제 협약을 무시하고 포로들을 수용소, 강제 행군, "지옥선"으로 알려진 수송선에 태워 잔인한 환경에 처하게 했다. 수만 명이 사망한 악명 높은 버마 철도를 비롯한 대규모 인프라 프로젝트에 많은 포로들이 강제 노역에 동원되었다. 일본군은 특히 731부대의 활동을 통해 포로들을 대상으로 생체 및 화학 실험을 실시하기도 했다.
일본은 전쟁 포로의 권리를 명시한 1899년과 1907년의 헤이그 협약을 비준한 적이 있지만 제네바 협약은 비준하지 않았다. 제2차 세계대전 당시 일본군의 포로 처우는 러일전쟁과 제1차 세계대전 당시의 포로 처우보다 훨씬 가혹했는데, 이는 일본의 군사화, 민족주의 이념, 서구 규범에 대한 거부를 반영하는 것이었다. 연합국은 일반적으로 일본군 포로 처우에 있어 제네바 협약을 준수했지만, 일본은 다른 추축국 및 소련과 마찬가지로 보답하지 않았다,(pp. 4–5)(p. 237) 대신 항복을 불명예스러운 일로 여기고 포로를 보호할 가치가 없는 존재로 여기는 군사 문화를 받아들였다.
일본에 구금된 연합군 포로의 사망률은 독일이나 이탈리아 포로보다 훨씬 높았으며, 일부 국적의 경우 거의 30%에 달했다. 중국인, 필리핀인, 인도인 등 비서양인 포로들은 더 열악한 환경에 처한 경우가 많았으며, 중국인 포로에 대한 대량 처형이 빈번하게 발생했다. 포로 학대는 전후 전범 재판의 초점이 되었지만 책임자 중 상당수가 기소를 회피했다. 연합군 포로들이 겪은 고통은 제2차 세계대전에서 일본의 역할에 대한 전후 인식을 형성하면서 역사적 기억에 지속적인 영향을 남겼다. 광범위한 문서와 생존자 증언에도 불구하고, 일본에서는 관련 전쟁 범죄를 부인하거나 최소화하는 사례가 있어 이 주제는 여전히 논쟁의 여지가 있다.

## 배경 및 역사
일본은 전쟁 포로의 인도적 처우에 관한 조항이 포함된 1899년과 1907년 헤이그 협약을 비준했다. 일본은 전쟁 포로에 관한 제네바 협약에 서명했지만 비준하지는 않았다.(p. 184)

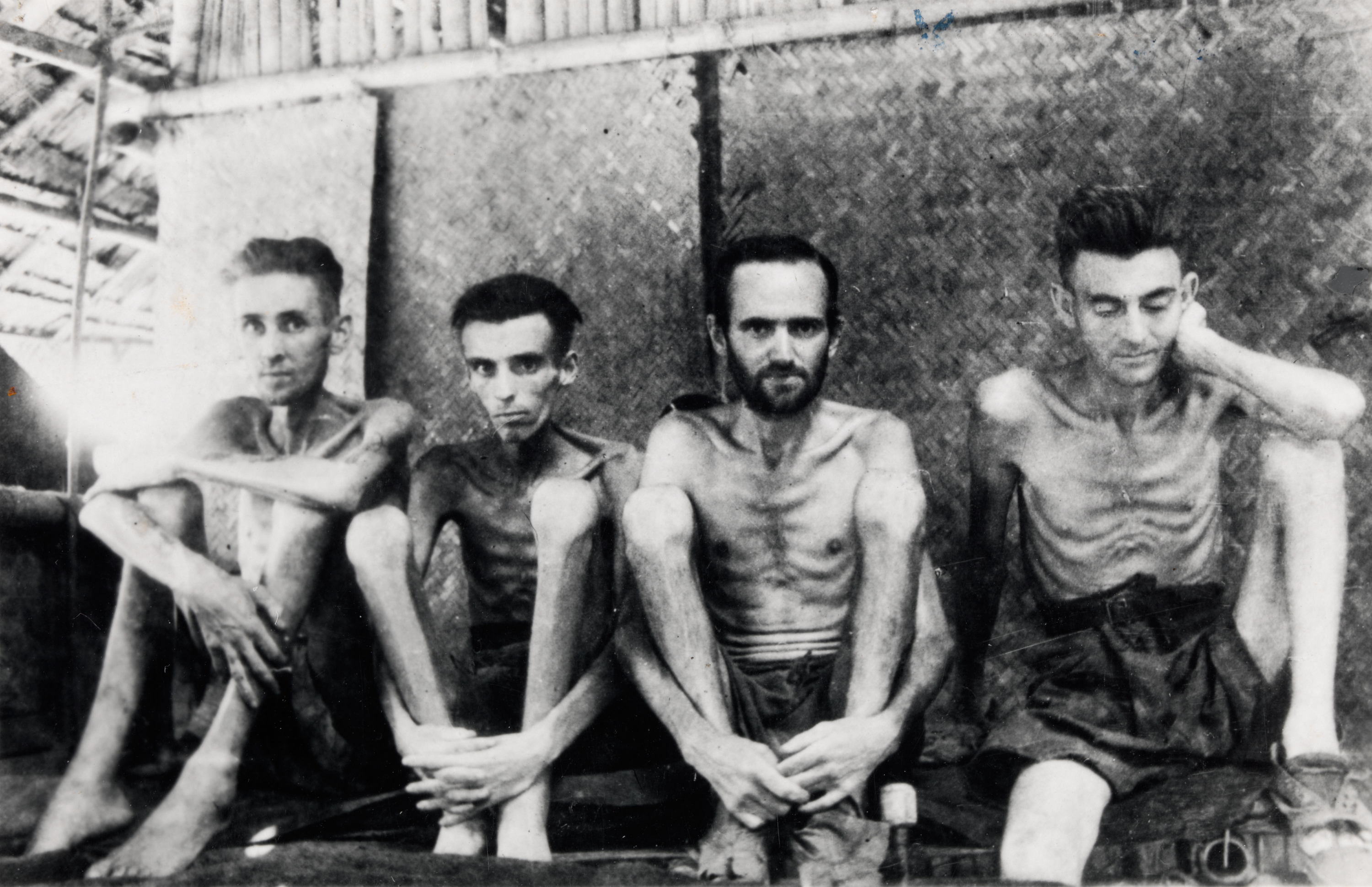
일본 포로가 된 호주와 네덜란드 군인 (1943년 태국의 타르사우)

제2차 세계대전 당시 일본의 포로 처우는 러일전쟁 당시 러시아가 잡았던 포로와 제1차 세계대전 당시 독일이 잡았던 포로에 비해 훨씬 열악했다고 한다. 이는 20세기 초 서구 문화에 더 우호적이었고 '문명인'으로 보이기 위해 서구의 규범을 존중하려고 노력했던 당시 일본인들의 사고방식 변화로 설명할 수 있다. 1930년대에 이르러 일본의 민족주의는 일본을 외국인 혐오로 가득 차게 만들었고, 제네바 협약의 규정과 같은 법률의 서구적 기원은 점점 그들의 신경 밖으로 밀려났다 (전쟁 후 중급 군인을 포함하여 포로 범죄로 기소된 많은 일본인은 협약에 대해 들어본 적도 없다고 주장했다.(p. 24)). 무사도의 해석은 훨씬 더 가혹해졌고, 일본군에게 항복이란 불명예라는 인식이 널리 퍼졌다. (심지어, 1940년에 초안이 작성되어 이듬해 제정된 육훈일호는 후퇴나 항복을 구체적으로 금지했다).(p. 512)(pp. 31–32)(p. 79) 그 결과 일본은 항복한 사람들을 보호할 가치가 없다고 생각했고, 자국 군대가 항복할 가능성도 줄었다.

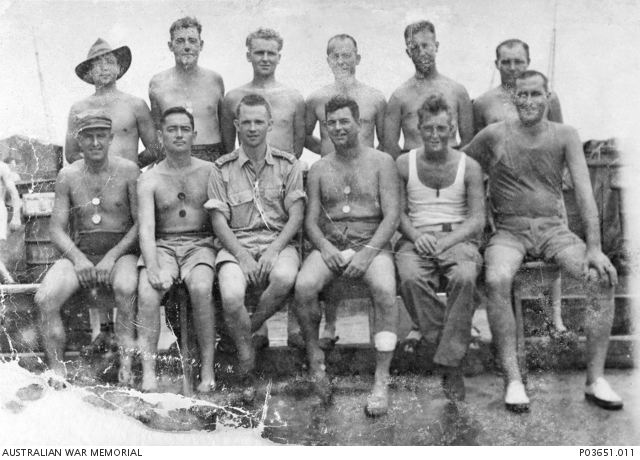
일본 사카타 포로수용소의 호주인 생존자(한 명 제외)들의 단체 초상화

또한 연합군과 교전할 당시 일본군은 이미 중국에서의 전쟁(1937년에 시작된 제2차 중일전쟁)으로 인해 급진화되어 있었고, 과격한 행동(가장 악명 높은 난징 대학살, 중국 민간인은 물론 전쟁 포로까지 학살한 사건)에 익숙해져 있었다.(pp. 31–32)(pp. 23–24) 구타는 일본 제국군에서도 규율을 집행하는 일반적인 방법이었으며, 포로수용소에서는 이러한 처벌이 불복종에 대처하는 적절한 기술이라는 믿음으로 전쟁 포로들이 흔히 구타를 당하기도 했다.(p. 301) 역사학자들은 군대에 대한 강력한 통제와 효과적인 군사법원 절차가 없어 전쟁 범죄가 처벌되지 않고 계속되는 것을 군대 내 감독과 조직 부재에 기인한다고 지적한다. 하급 장교가 상급자에게 항명하거나 상급자를 암살하는 하극상도 전쟁 범죄의 확산 요인이었는데, 지휘관이 병사들의 지루함이나 스트레스 해소를 위한 잔학 행위를 제한하려고 하면 반란에 직면할 수 있었기 때문이다.(pp. 23–24)
1942년, 도조 히데키 장군(일본 전쟁 장관 겸 총리)은 일본이 자국의 전통과 관습에 따라 포로를 대우할 것이라고 말하며, 서구의 전통과 제네바 협약으로부터 일본을 효과적으로 분리하고 특히 제네바 협약에서 금지한 강제 노동에 포로를 사용하도록 장려했다.(p. 197) 강제 노동은 전쟁 당시 일본 경제에 큰 도움을 주었다.(p. 144) 또한 일본 본토 공습을 억제하기 위해 일본 당국은 일본 상공에서 격추된 연합군 공군 조종사의 처형을 승인했다(적기 조종사법).(p. 197)
전쟁 초기에는 보복에 대한 두려움으로 인해 각국이 포로 처우를 완화하는 경우가 많았지만, 태평양 전쟁에서 양측이 보유한 포로 수는 크게 달랐다. 1942년 말까지 연합군이 보유한 일본 포로는 천 명 미만이었던 반면, 일본이 보유한 영국 연방 및 미국 포로는 20만 명이 넘었다. 또한 일본은 자국 군인이 포로로 잡혔다는 사실을 공개적으로 인정하지 않았고, 1943년 시게미쓰 마모루 외무상은 “우리 군은 일본군 포로는 존재하지 않는다는 입장을 고수하고 있다”고 말했다.
일본이 항복을 준비하던 1945년 8월, 전쟁이 끝나기 직전에야 일본 정부는 포로 처우 개선을 포함한 지침을 발표했다.(p. 189)

### 일본 전쟁 포로

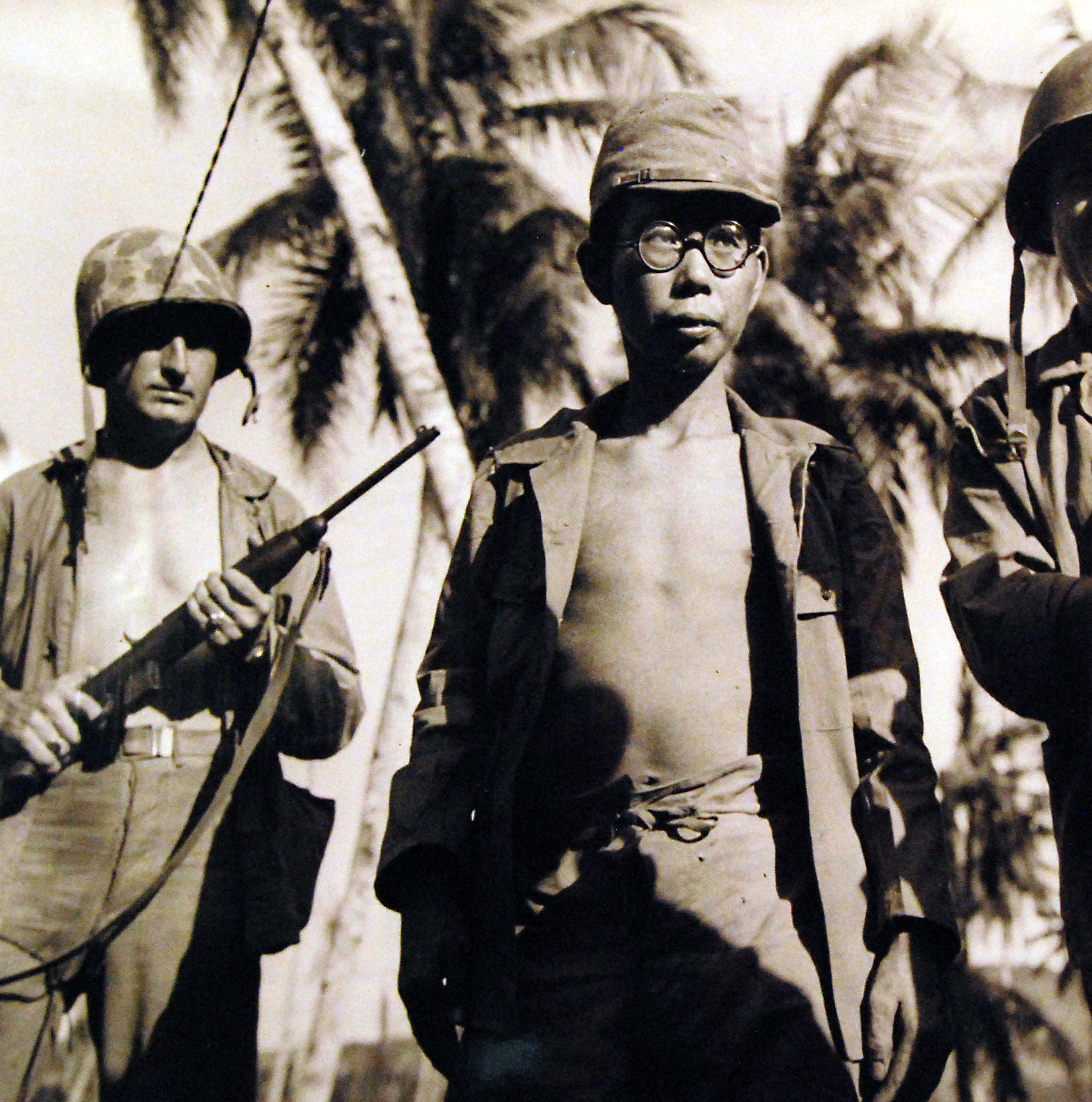
류큐 게라마 제도에서 항복한 일본 군인

연합군 포로에 대한 일본의 처우에도 불구하고 연합군은 국제 협약을 존중하고 수용소의 일본 포로들을 잘 대우했다. 그러나 일부 일본군은 항복 후 처형당하기도 했다(연합군의 전쟁 범죄 참조).
전쟁이 끝나고 많은 수의 일본군이 연합군에 항복하면서 상황은 다소 반전되었다. 역사가 사이먼 맥켄지는 “식량 부족, 질병, 연합군의 보복성 냉대”로 인해 일본군 포로 중 수천 명이 사망했으며 소련 내 일본군 포로들의 상황은 훨씬 더 심각했다고 지적했다(소련군에 포로로 잡힌 60만 명의 일본군 중 약 절반이 전쟁 후 수십 년이 지나도록 “행방불명”으로 남아있었다).

## 전쟁 이후

### 재판

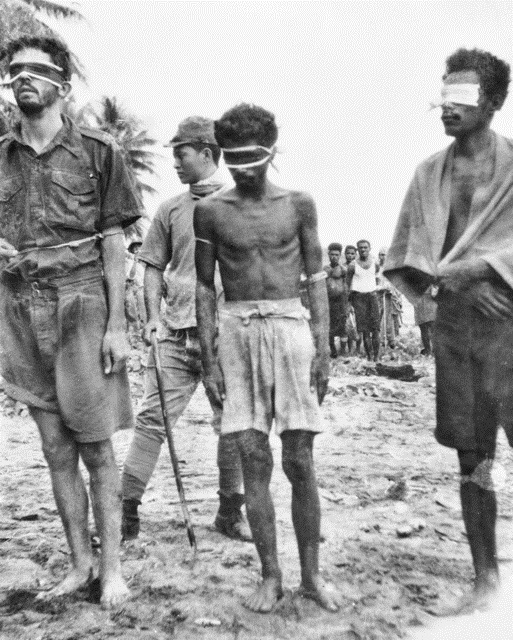
죽은 일본군의 시신에서 발견된 사진 왼쪽에서 오른쪽으로 네덜란드 동인도군 소속 암보네시아인 패티왈 일병과 레하린 일병이 있는 “M” 특수부대의 레너드 G. 시플리트 상사. 세 사람은 일본군에 의해 처형되었다.

잔학 행위와 포로 학대를 포함한 전쟁 범죄 혐의로 기소된 일본인들은 전후 재판(미국 주도의 재판은 극동 국제 군사재판소 및 요코하마 전범 재판 참조, 영국, 호주, 네덜란드, 중국, 소련이 추가로 재판을 진행함)을 받았지만 대부분 20세기에 접어들면서 종결되었다. 포로를 대상으로 한 범죄로 유죄 판결을 받은 사람들은 야마시타 도모유키 장군과 같은 고위급 장교부터 하급 교도관 및 민간인까지 다양했으며, 대부분의 재판은 중위급 장교에 대한 것이다. 많은 피고인들이 유죄 판결을 받고 사형 또는 종신형을 선고받았다.(pp. 180–185, 192–193) 이 재판은 중하위 계급 군인뿐만 아니라 비일본인(조선인, 대만인 등 구 일본 식민지 제국 출신 군인)에게도 초점을 맞춘다는 비판을 받았으며, 후자는 일본 정부로부터 더 많은 차별에 직면했다.(pp. 180–185, 192–193)(pp. 200–201, 213–216)
포로 범죄와 관련하여 중요한 재판은 다무라 히로시 중장의 재판이었는데, 포로 정보 제공과 수용소 관리를 담당한 일본 정부 기관인 전쟁포로정보국(POWIB)과 전쟁포로정보관리청의 마지막(그리고 당시 유일하게 생존해 있는) 국장이었다. 코브너는 “검찰이 포로수용소 시스템 전체를 재판에 회부한 것”이지만, 다무라 자신은 대부분의 잔학 행위에 책임이 없고, 포로들을 해치거나 이롭게 할 실질적인 권한이 거의 없으며, “관료적 위계질서에서 잘못된 위치에 있다는 이유로 기소되었다”고 지적한다. 코브너는 재판을 통해 “전쟁부의 고위 장교와 강력한 군무국 관리들이 포로에 대한 주요 정책을 결정하고 포로를 매우 심하게 학대하는 시스템에 대한 책임이 있다는 것이 명백해졌다”고 말한다. 결국 다무라는 대부분의 혐의에 대해 무죄를 선고받고 8년의 노역형에 불과한 가벼운 형을 선고받았다. 코브너는 결국 법체계가 포로 학대에 대한 책임을 어떤 개인, 소규모 집단 또는 조직에도 물을 수 없었다고 결론지었다.(pp. 6, 178–179, 188–192)
일본군은 전쟁 중 포로를 학대한 혐의로 일부 하위 직급자들을 재판하고 처벌했다,(pp. 4, 188) 그리고 1945년 9월 20일에는 포로 조사위원회(중앙 포로 조사위원회라고도 함)를 설립했다. 그러나, 조사 결과 실행 가능한 항목이 나오지 않았고 위원회/이사회는 1957년에 해체되었다.(pp. 178–179)

### 보상
연합군 포로에 대한 보상(배상) 형태의 전쟁 배상은 1952년 샌프란시스코 강화조약 제16조에 규정되어 있다 이는 추축국이 포로를 (국제법적 관점에서) 불법적으로 강제 노동자로 사용하는 맥락에서 이루어졌다.(p. 133) 청구인 명단 작성 및 자금 회수 관련 문제로 인해 지급이 몇 년 동안 지연되었고, 어떤 경우에는 1960년대까지 지급이 시작되지 않은 경우도 있었다.
미국에서는 1948년 전쟁 배상 청구법에 따라 일부 보상이 더 일찍 지급되었다. 불충분한 보상에 대한 일부 주장은 1990년대 후반에 법원에서 논의되었다. 그러나 일본 측은 일반적으로 정부만이 전쟁 배상을 논의할 수 있다고 주장하며, 일본 법원은 개인이 제기한 배상 청구를 기각하는 경향이 있다.(pp. 234) 또한 일본 법원은 전쟁 범죄와 관련된 판결을 보상에 연결하는 것을 거부했다.(pp. 225–226)

### 추모와 문화적 영향
일본의 연합군 포로에 대한 가혹한 처우는 서구에서 악명이 높았고, 제임스 클라벨의 1962년 소설 'King Rat'와 존 그리샴의 소설 같은 고전 작품과 콜 오브 듀티: 월드 앳 워 게임 같은 최신 작품에 등장하며 널리 알려지게 되었다.(p. 2)(pp. xxii, 256–262) 네덜란드 역사학자 피터 라그루는 “연합군과 민간인이 일본군의 손에 의해 살인적인 상황에서 행해진 강제 노동”은 독일군에 의한 수백만 명의 소련군 포로 학살과 함께 “2차 대전의 가장 악명 높은 범죄 중 하나”라고 지적했다.(p. 4) 또한 무정하고 잔인한 일본인에 대한 고정관념을 지속적으로 만들어냈다.(pp. 360) 그러나 일본에서는 여전히 대부분 무시되거나 간과되고 있다(난징 대학살 부인 및 미국의 일본 전쟁 범죄 은폐 등).(p. 2)(pp. xxii, 256–262)(pp. 234)

## 환경

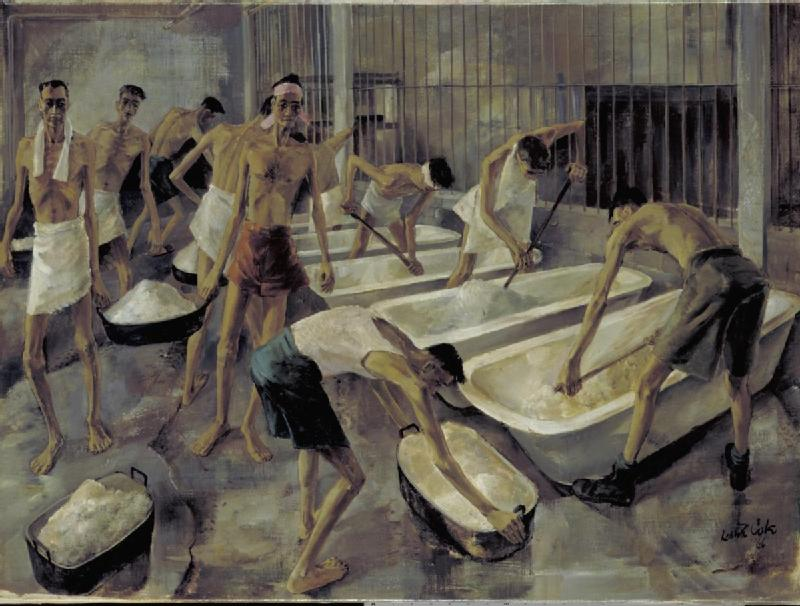
싱가포르 창이 감옥의 조리실. 영국군 포로들이 메인 식사인 밥을 준비하고 있다. 해당 그림은 1946년에 제작됐다.

일본 포로수용소의 환경은 가혹했다. 포로들은 강제로 일을 해야 했고, 사소한 위반에도 구타를 당했으며, 굶주리고 치료를 거부당했다. 탈출을 시도하다 체포된 사람들은 처형되거나 일본군 비밀경찰인 헌병에게 고문을 당했다.(p. 24) 강제 노동의 잔인함은 버마-시암 철도 사건에서 잘 드러나는데, 이 사건에 투입된 4만 명의 포로 중 1만 6,000명이 사망했다. 특히 포로들을 대상으로 생화학 무기를 실험한 731부대의 잔혹 행위는 악명이 높았다.(p. 6) 지옥선으로 알려진 일본 수송선에서 수천 명의 포로가 수송 중 사망했다.(p. 222)).(p. 57) 수천 명의 포로들이 죽음의 행군(예: 산다칸 죽음의 행군 또는 바탄 죽음의 행군)에서 사망했다.(pp. 49–80)(p. 5)
그럼에도 불구하고 사라 코브너에 따르면 “연합군 포로와 포로수용소의 고통은 대부분 일본의 병참 실패와 부적절한 수용소 계획에서 비롯된 것이지, 사전 의도가 아니었다”고 한다.(p. 95) 그녀는 일본에서는 연합군 포로(중국인 제외)에 대해 “포로들을 고통스럽게 만들거나 굶기거나 죽도록 일하게 만들려는 중요한 정책이나 계획이 없었다”고 결론지었다. 어떤 종류의 정책도 없었고, 포로들은 단순히 우선순위가 아니었다고 한다. 대부분의 수용소는 멀리 떨어진 지역에서 개별 장교와 때로는 부사관들이 운영했으며, 지휘관들에게 많은 자율권이 주어졌고 일부 포로들은 매우 가혹한 환경을 경험했지만 다른 포로들은 합리적으로 좋은 대우를 받았다고 주장한다.(pp. 209–211)
또한 포로 사망자의 상당수, 아마도 절반 이상이 아군 사격(연합군 포로를 수송하는 일본 선박의 침몰과 공습으로 인한 부수적 피해)의 결과였다는 주장도 제기되고 있다.(pp. 3, 210) 한 추산에 따르면 태평양 전선에서 연합군 포로 사망자 중 19,000명이 아군 총격 사고로 사망한 것으로 추정된다.(p. 222) 반면에 일본의 지옥선 아리산 마루가 미국 잠수함에 의해 침몰한 사건과 같이 사고 발생 시 일본의 구조 활동은 소극적이었다,(p. 91)일본 함선들은 이 지역의 통제권을 확보했지만 일본 선원들만 구출했고, 대부분 바다에서 사망한 2,000여 명의 포로들은 외면했다.(pp. 254–258) 일부에서는 일본군이 의도적으로 포로들을 공습에 노출시켰다고 비난했지만, 코브너는 많은 포로수용소가 우선순위 표적 근처에 위치했다는 사실은 일본이 해당 지역에서 포로를 노동자로 사용했기 때문이며 일본 정부는 일부 수용소를 공습 위험 지역으로부터 멀리 이전하는 데 동의했지만 포로를 노동자로 사용하는 데 영향을 주지 않는 경우에만 동의했다고 지적한다.(pp. 155–156)

## 포로 수 및 사망률
일본군은 약 35만 명의 포로를 포획했으며, 그 중 약 13만 2천 명은 서방 연합국(영연방, 네덜란드, 미국)에서 온 포로였다.(p. 3) 이들 중 27%(35,500명 이상)가 전쟁이 끝나기 전에 사망했다.:376
국적별 분석은 다음과 같다:
- 호주: 사망률 34.1%(22,000명 중 약 7,500명)[7](p. 3)
- 캐나다: 사망률 16.1%(1,700명 중 약 270명)[7](p. 3)
- 네덜란드: 사망률 22.9%(37,000명 중 약 8,500명)[7](p. 3)
- 뉴질랜드: 사망률 25.6%(120명 중 약 30명)[7](p. 3)
- 영국: 사망률 24.8%(50,000명 중 약 12,500명)[7](p. 3)
- 미국: 사망률 32.9%(21,000명 중 약 7,000명)[7](p. 3)

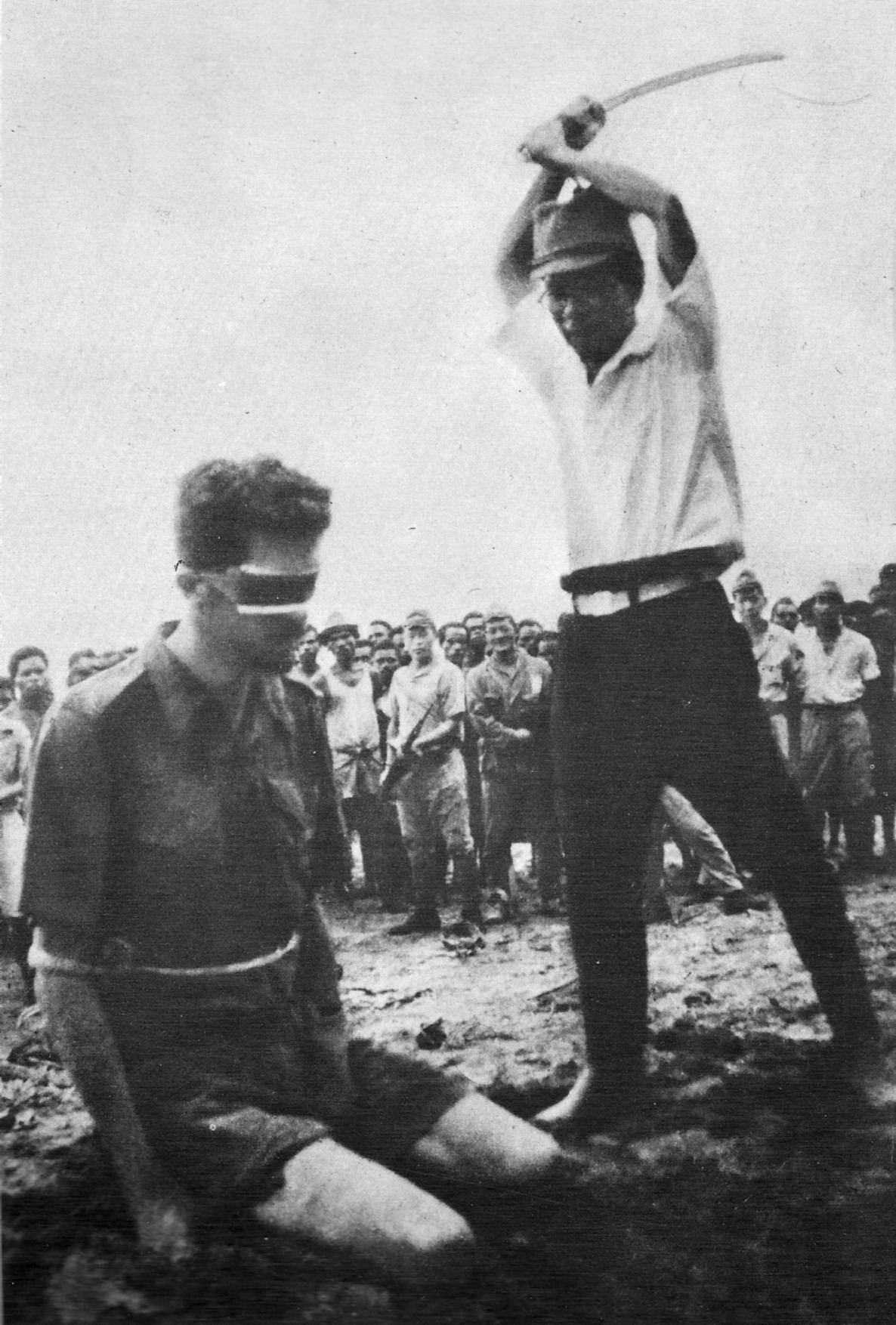
뉴기니에서 일본군에 체포된 호주인 레너드 시플릿이 참수형에 처형되기 몇 초 전 사진(1943년 10월 24일)

위의 추정치는 보수적인 것으로, 더 높은 추정치(예: 미군의 경우 40%까지)가 제시되기도 했다.(p. 5)
비서양인 포로(중국인, 인도인, 필리핀인)의 처우는 일반적으로 더 나빴으며, 특히 많은 중국인 포로들은 체포 후 처형당했다.(pp. 255–256) 일본은 또한 일본과 중국 사이에 공식적인 선전포고가 없었기 때문에 중국군에 대한 포로 대우를 거부했다.(pp. 4, 200, 210–211) 중국인 전쟁 포로의 사망률이 서양인 포로보다 높았던 이유는 다음과 같다.-1937년 8월 5일 쇼와 천황이 비준한 지시에 따라 포로 처우에 대한 국제법의 제약이 철폐되었다.(pp. 359–360) 제2차 중일전쟁 기간 동안 매년 수만 명의 중국인이 포로로 잡혔지만, 일본이 항복한 후 56명의 중국인 포로만 석방되었다.(pp. 360) 크리스티안 게를라흐는 일본 구금 상태에서 사망한 중국인 포로의 총 수는 알려지지 않았다고 말한다.(pp. 235)
인도 포로들은 처음에는 범아시아주의의 정신과 협력주의 인도 국민군에 합류하도록 유도하기 위해 합리적으로 좋은 대우를 받았다.(pp. 11, 43, 51–53, 63) 거부한 포로들은 다른 포로들과 마찬가지로 가혹한 대우를 받았다.(pp. 132–134)(pp. 64, 66, 213) 또는 더 가혹할 수도 있다.(p. 348) 전쟁 초기에 포로로 잡힌 6만 명의 인도인 포로 중 5천 명이 일본 수용소의 열악한 환경으로 인해 사망했다.(pp. 66)
일본군에 구금된 필리핀 포로 수는 최소 6만 명으로 추정되며, 죽음의 행진에서만 최소 5,000명이 사망했다.(pp. 76–77) 45,000명 중 26,000명이 캠프 오 도넬(필리핀에 설립됐던 일본군의 포로 수용소)에서 사망한 것으로 추정된다. 포로 수용소에서의 사망률은 미군 포로보다 훨씬 높은 것으로 추정되며, 처음에는 제대로 된 포로로 간주되지도 않았다.(pp. 77–78)
1943년 카시빌레 휴전 후 소수의 이탈리아 선원들이 일본군에 구금되었고, 일부는 일본 해군에 입대하고 다른 일부는 억류되었다.(pp. 64, 244)
일본은 1945년 3월 프랑스 인도차이나를 점령한 후 15,000명의 프랑스 포로를 억류하기도 했다.(pp. 169, 200)(p. 61)
일본은 또한 수많은 소련 전쟁 포로를 보유했다. 1939년 할힌골 전투 이후 포로 교환 과정에서 87명의 소련군 포로가 석방되었다(당시 소련은 2차 세계 대전 참전국이 아니었음).(pp. 40)
일본은 포로 외에도 14,000명의 미국 민간인 등 수많은 민간인 포로들을 수용했다.

## 연관 문서들
- 극동 전쟁 포로(영어판)
- 일본계 미국인의 강제수용
- 제2차 세계대전 당시 일본군 포로(영어판)
- 시베리아 억류
- 항복한 일본군(영어판)
- 일본의 전쟁 범죄
- 지옥선(영어판)
- 제2차 세계대전 중 일본이 운영한 수용소 목록(영어판)
- 제2차 세계대전의 전쟁 포로(영어판)